# Saison 1978/79 in der Nordischen Kombination

←1977/78 – 1978/79 – 1979/80→

Die Saison 1978/79 in der Nordischen Kombination ist eine Übersicht über die wichtigsten Wettbewerbe in der Wintersportsaison 1978/79. In diesem Winter gab es weder Weltmeisterschaften noch Olympische Winterspiele. Darüber hinaus gab es noch keine internationale Wettkampfserie wie beispielsweise der Weltcup, den es in anderen Wintersportarten bereits gab. Daher gab es keine klar strukturierte Saison, sodass die Relevanz der Wettbewerbe von der Besetzung abhing, welche jedoch stark variierte. Hinzu kamen die politischen Spannungen aufgrund des Ost-West-Konflikts, welche sich auch im Sport bemerkbar machten. So starteten beispielsweise die DDR-Sportlern mit zwei Freundschaftsländerkämpfen mit der Tschechoslowakei, Polen und der Sowjetunion in die Saison, wobei der zweite Wettbewerb in Oberwiesenthal abgebrochen werden musste. Die traditionellen Skispiele in Oslo und Lahti dienten den meisten Spitzensportlern jedoch als Saisonhöhepunkt. Darüber hinaus wies der Schwarzwaldpokal in Schonach sowie der vorolympische Wettkampf in Lake Placid eine qualitativ hohe Besetzung auf. In der Wettbewerbsübersicht werden diese vier Wettbewerbe daher als internationale A-Klasse-Rennen hervorgehoben. Unter der Überschrift „Weitere internationale Wettbewerbe“ werden darüber hinaus Wettkämpfe aufgelistet, die nicht eindeutig als zweitklassig eingestuft werden können sowie recherchiert wurden. In diesem Winter fehlte dabei erstmals seit langem ein Kombinationswettkampf in Le Brassus, der einem Langlaufwettbewerb der Frauen im Rahmen des Skilanglauf-Weltcups weichen musste. Außerdem gibt die Wettbewerbsübersicht die Ergebnisse einiger nationaler Meisterschaften an, da diese in den Zeiten vor der Einführung des Weltcups noch einen höheren Stellenwert genossen.
Beim Holmenkollen-Skifestival gab es durch Karl Lustenberger den ersten Schweizer Sieg in der Geschichte der Osloer Skispiele. Den vorolympischen Wettkampf gewann der Olympiasieger von 1972 und 1976 Ulrich Wehling, welcher im folgenden Jahr seinen dritten Olympiasieg feiern sollte. Ansonsten stachen die Finnen mit einer großen mannschaftlichen Geschlossenheit hervor.

## Wettbewerbsübersicht

### Internationale A-Klasse-Rennen
| Datum            | Austragungsort | Bemerkung                | Sieger            | Zweiter               | Dritter           | Beleg         |
| ---------------- | -------------- | ------------------------ | ----------------- | --------------------- | ----------------- | ------------- |
| 06./07.01.1979 1 | Schonach       | Schwarzwaldpokal         | Jorma Etelälahti  | Ilpo Toikkanen        | Jouko Karjalainen | [ 4 ] [ 5 ]   |
| 09./10.02.1979 2 | Lake Placid    | Vorolympischer Wettkampf | Ulrich Wehling    | Kazimierz Długopolski | Urban Hettich     | [ 6 ] [ 7 ]   |
| 02./03.03.1979 3 | Lahti          | Lahti Ski Games          | Jouko Karjalainen | Karl Lustenberger     | Rauno Miettinen   | [ 8 ] [ 9 ]   |
| 10./11.03.1979 4 | Oslo           | Holmenkollen-Skifestival | Karl Lustenberger | Rauno Miettinen       | Jouko Karjalainen | [ 10 ] [ 11 ] |

### Weitere internationale Wettbewerbe
| Datum                  | Austragungsort         | Bemerkung                          | Sieger                | Zweiter               | Dritter               | Beleg                |
| ---------------------- | ---------------------- | ---------------------------------- | --------------------- | --------------------- | --------------------- | -------------------- |
| 02./03.12.1978 1       | Swerdlowsk             | Ural-Pokal                         | Alexander Majorow     | Juri Woronin          | Pawel Koltschin       | [ 12 ]               |
| 16./17.12.1978 2       | Zakopane               | Ländervergleich                    | Stanisław Kawulok     | Kazimierz Długopolski | Andrzej Zarycki       | [ 13 ] [ 14 ]        |
| 06./07.01.1979         | Kawgolowo              |                                    | Andreas Langer        | Sergei Omeltschenkow  | Leonid Tschaschtschin | [ 15 ] [ 16 ]        |
| 13./14.01.1979         | Reit im Winkl          | Reit-im-Winkl-Schild               | Hallstein Bøgseth     | Urban Hettich         | Kazimierz Długopolski | [ 17 ] [ 18 ]        |
| 14./15.02.1979         | Zakopane               | Czech-Marusarzówna-Memorial        | Karl Lustenberger     | Andrzej Zarycki       | Józef Pawlusiak       | [ 19 ] [ 20 ]        |
| 17./18.02.1979         | Mont Sainte-Anne       | Junioren-WM                        | Hermann Weinbuch      | Martin Schartel       | Hubert Schwarz        | [ 21 ] [ 22 ]        |
| 17./18.02.1979         | Jyväskylä              |                                    | Jukka Kuvaja          | Rauno Miettinen       | Jorma Etelälahti      | [ 23 ] [ 24 ]        |
| 22./23.02.1979         | Falun                  | Schwedische Skispiele              | Ulrich Wehling        | Tom Sandberg          | Hallstein Bøgseth     | [ 25 ] [ 26 ]        |
| 23./24.02.1979         | Sapporo                |                                    | Jorma Etelälahti      | Jouko Karjalainen     | Karl Lustenberger     | [ 27 ] [ 28 ]        |
| 27./28.02.1979         | Zakopane               | VII. SKDA-Winterspartakiade 3      | Stanisław Kawulok     | Kazimierz Długopolski | Sergei Tscherwjakow   | [ 29 ]               |
| 09./10.03.1979         | Oberhof                | Internationale Oberhofer Skispiele | Ulrich Wehling        | Uwe Dotzauer          | Klaus Faißt           | [ 30 ]               |
| 14./15.03.1979         | Trondheim              | Norwegentournee                    | Kazimierz Długopolski | Tom Sandberg          | Karl Lustenberger     | [ 31 ] [ 32 ]        |
| 17./18.03.1979         | Namdalseid             | Norwegentournee                    | Urban Hettich         | Karl Lustenberger     | Tom Sandberg          | [ 33 ] [ 32 ] [ 34 ] |
| Tournee-Gesamtwertung: | Tournee-Gesamtwertung: | Norwegentournee                    | Urban Hettich         | Karl Lustenberger     | Tom Sandberg          | [ 35 ] [ 36 ]        |
| 24./25.03.1979         | Štrbské Pleso          | Tatra-Pokal                        | Andreas Langer        | Karl Lustenberger     | Stanisław Kawulok     | [ 37 ] [ 38 ]        |
| 25./26.03.1979         | Rovaniemi              | Ounasvaara-Skispiele               | Rauno Miettinen       | Urban Hettich         | Ulrich Wehling        | [ 39 ]               |
| 13./14.04.1979         | Apatity                |                                    | Stanisław Kawulok     | Leonid Tschaschtschin | Juri Woronin          | [ 40 ]               |

### Nationale Meisterschaften
| Datum          | Austragungsort     | Bemerkung                           | Sieger            | Zweiter               | Dritter              | Beleg         |
| -------------- | ------------------ | ----------------------------------- | ----------------- | --------------------- | -------------------- | ------------- |
| 25./26.01.1979 | Schmiedefeld       | DDR-Meisterschaften                 | Ulrich Wehling    | Gunter Schmieder      | Andreas Langer       | [ 42 ] [ 43 ] |
| 25./26.01.1979 | Zakopane           | Polnische Meisterschaften           | Stanisław Kawulok | Kazimierz Długopolski | Jan Legierski        |               |
| 26./27.01.1979 | St. Moritz         | Schweizer Meisterschaften           | Karl Lustenberger | Ernst Beetschen       | Toni Schmid          | [ 44 ]        |
| 25./26.01.1979 | Nesselwang         | Deutsche Meisterschaften            | Urban Hettich     | Hermann Weinbuch      | Klaus Faißt          | [ 45 ] [ 46 ] |
| 27./28.01.1979 | Steinkjer          | Norwegische Meisterschaften         | Tom Sandberg      | Hallstein Bøgseth     | Arne Morten Granlien | [ 47 ] [ 48 ] |
| 02./03.02.1979 | Štrbské Pleso      | Tschechoslowakische Meisterschaften | Petr Kožíšek      | Vladimír Vedral       | Ludovít Kartík       | [ 49 ]        |
| 1979           | Juschno-Sachalinsk | Sowjetische Meisterschaften         | Alexei Baranow    | Jewgeni Sukow         | Alexander Majorow    | [ 50 ]        |
| 1979           | Sapporo            | Japanische Meisterschaften          | Yasuya Nakagoshi  | Makio Furukawa        | Tsutomu Mihashi      | [ 51 ]        |
| 1979           | Kuopio             | Finnische Meisterschaften           | Jorma Etelälahti  |                       |                      |               |
| 1979           | Vereinigte Staaten | US-amerikanische Meisterschaften    | Mike Devecka      |                       |                      | [ 52 ]        |
| 1979           | Andelsbuch         | Österreichische Meisterschaften     | Fritz Koch        | Alois Eberharter      | Rudolf Janach        |               |
| 1979           | Italien            | Italienische Meisterschaften        | Franco Piussi     | Francesco Giacomelli  | Enrico Fauner        | [ 53 ]        |
| 1979           | Frankreich         | Französische Meisterschaften        | Éric Lazzaroni    |                       |                      |               |
| 1979           | Schweden           | Schwedische Meisterschaften         | Martin Rudberg    |                       |                      | [ 54 ]        |